# Violet Hill
Singles de Coldplay
X&Y
(2007) Viva la Vida
(2008)
Pistes de Viva la Vida or Death and All His Friends
Viva la Vida Strawberry Swing
Violet Hill est un single du groupe britannique de rock Coldplay, figurant sur leur quatrième album, Viva la Vida or Death and All His Friends, sorti en 2008.

## Historique
La chanson est en premier lieu disponible en téléchargement gratuit sur le site internet du groupe. Celle-ci est téléchargée plus de 600 000 fois en 24 heures, lors de la première journée de publication.
Ce titre est la première chanson extraite de l'album  Viva la Vida or Death and All His Friends.
Le clip vidéo a été réalisé par Asa Mader et a été filmée en Sicile dans lequel sont montrées les membres du groupe jouant le morceau sur les hauteurs du Mont Etna ainsi que devant le palais Biscari de Catane.
Un clip alternatif, intitulé Dancing Politicans et réalisé par Mat Whitecross, a été mise en ligne sur le site du groupe et montre plusieurs personnalités politiques en train de danser comme Fidel Castro, Richard Nixon, Hugo Chávez, Oussama ben Laden, Saddam Hussein, Boris Yeltsin, Barack Obama, Bill et Hillary Clinton, Tony et Cherie Blair ainsi que la reine Élisabeth II et le prince Philip.

## Charts
| Classement (2008)               | Meilleure position |
| ------------------------------- | ------------------ |
| Australie (ARIA)                | 9                  |
| Autriche (Ö3 Austria Top 40)    | 11                 |
| Belgique (Flandre Ultratip 100) | 10                 |
| Belgique (Wallonie Ultratip 50) | 7                  |
| Tchéquie (IFPI Rádio)           | 14                 |
| Danemark (Tracklisten)          | 11                 |
| France (SNEP)                   | 36                 |
| Allemagne (Media Control AG)    | 10                 |
| Italie (FIMI)                   | 9                  |
| Nouvelle-Zélande (RMNZ)         | 5                  |
| Norvège (VG-lista)              | 8                  |
| Slovaquie (IFPI Rádio)          | 21                 |
| Suède (Sverigetopplistan)       | 8                  |
| Suisse (Schweizer Hitparade)    | 11                 |